# NGC 47
NGC 47 (còn được gọi với những tên gọi khác là NGC 58, MCG -1-1-55, IRAS00119-0726 và PGC 967) là một thiên hà xoắn ốc gãy khúc nằm trong chòm sao Kình Ngư. Nó được nhà thiên văn học người Đức Ernst Wilhelm Leberecht Tempel phát hiện vào năm 1886.
Tên thay thế khác của nó NGC 58 được đặt bởi nhà thiên văn học người Mỹ Lewis Swift do bản thân ông không hề biết rằng Ernst Wilhelm Leberecht Tempel là người đã tìm ra và đặt tên ra thiên hà ấy vào trước đó.
Nó được các tài liệu mô tả như một tinh vân xoắn ốc nhỏ, mờ nhạt với lõi sáng và hơi giống hình bầu dục.
Khoảng cách của nó được xác định là khoảng 236 Mly (236 triệu năm ánh sáng) tính từ Trái Đất và được đo bằng phương pháp redshift estimate.